# مانويل كليمنت
مانويل كليمنت (بالبرتغالية: Manuel José Macário do Nascimento Clemente‏) هو مؤرخ وكاتب برتغالي، ولد في 16 يوليو 1948 في توريس فيدراس في البرتغال.